# 81e cérémonie des National Board of Review Awards
La 81e cérémonie des National Board of Review Awards, décernés par le National Board of Review, a eu lieu le 12 janvier 2010, et a récompensé les films réalisés en 2009.

## Classements 2009 du National Board of Review

### Top 10 films
- (500) jours ensemble ((500) Days of Summer)
- Démineurs (The Hurt Locker)
- Une éducation (An Education)
- Inglourious Basterds
- Invictus
- Là-haut (Up)
- Max et les maximonstres (Where the Wild Things Are)
- The Messenger
- A Serious Man
- Star Trek

### Top films étrangers
- Le Chant des moineaux (آواز گنجشکها) •  Iran
- La Nana •  Chili
- Les Trois Singes (Üç maymun) •  Turquie
- Revanche •  Autriche
- Le Ruban blanc (Das weiße Band) •  Allemagne

### Top films documentaires
- Burma VJ
- Crude
- Food, Inc.
- Good Hair
- The Most Dangerous Man in America: Daniel Ellsberg and the Pentagon Papers

### Top films indépendants
- Amerrika (Amreeka)
- District 9
- Goodbye Solo
- Humpday
- In the Loop
- Julia
- Me and Orson Welles
- Moon
- Sugar (en)
- Two Lovers

## Palmarès
- Meilleur film :
  - In the Air (Up In the Air)
- Meilleur acteur : égalité
  - Morgan Freeman pour le rôle de Nelson Mandela dans Invictus
  - George Clooney pour le rôle de Ryan Bingham dans In the Air (Up In the Air)
- Meilleure actrice :
  - Carey Mulligan pour le rôle de Jenny dans Une éducation (An Education)
- Meilleur acteur dans un second rôle :
  - Woody Harrelson pour le rôle du Capitaine Tony Stone dans The Messenger
- Meilleure actrice dans un second rôle :
  - Anna Kendrick pour le rôle de Natalie Keener dans In the Air (Up in the Air)
- Meilleur espoir masculin :
  - Jeremy Renner pour le rôle du Sergent William James dans Démineurs (The Hurt Locker)
- Meilleur espoir féminin :
  - Gabourey Sidibe pour le rôle de Claireece "Precious" Jones dans Precious (Precious: Based on the Novel 'Push' by Sapphire)
- Meilleure distribution :
  - Pas si simple (It's Complicated)
- Meilleur réalisateur :
  - Clint Eastwood - Invictus
- Meilleur premier film : égalité
  - Duncan Jones - Moon
  - Oren Moverman - The Messenger
  - Marc Webb - (500) jours ensemble ((500) Days of Summer)
- Meilleur scénario original :
  - A Serious Man - Joel et Ethan Coen
- Meilleur scénario adapté :
  - In the Air (Up in the Air) - Jason Reitman et Sheldon Turner
- Meilleur film en langue étrangère :
  - Un prophète •  France
- Meilleur film d'animation :
  - Là-haut (Up)
- Meilleur film documentaire :
  - The Cove
- Freedom of Expression Award : égalité
  - Burma VJ
  - Invictus
  - The Most Dangerous Man in America: Daniel Ellsberg and the Pentagon Papers
- Special Filmmaking Achievement Award :
  - Wes Anderson - Fantastic Mr. Fox
- William K. Everson Award for Film History :
  - Jean Picker Firstenberg